# Transkribus
Transkribus es una plataforma de reconocimiento de textos, análisis de imágenes y reconocimiento de estructuras de documentos históricos.
Se creó en el contexto de los proyectos de la UE "tranScriptorium" (2013-2015) y "READ" (Recognition and Enrichment of Archival Documents - 2016-2019). Fue desarrollada por la Universidad de Innsbruck. Desde el 1 de julio de 2019, la plataforma está dirigida y desarrollada por READ-COOP.
La plataforma integra herramientas desarrolladas por grupos de investigación de toda Europa, entre ellos el grupo Pattern Recognition and Human Language Technology (PRHLT) de la Universidad Politécnica de Valencia y el grupo Computational Intelligence Technology Lab (CITlab) de la Universidad de Rostock.
Otros programas que ofrecen funciones similares son eScriptorium y OCR4All.